# Perdita (Vorname)
Perdita ist ein weiblicher Vorname.

## Herkunft und Bedeutung
Der Vorname Perdita geht auf den Dramatiker William Shakespeare zurück. Dieser hatte den Namen, welcher „die Verlorene“ bedeutet und sich von dem lateinischen perditus ableitet, einer Figur in seinem Drama Das Wintermärchen gegeben.

## Bekannte Namensträgerinnen
- Perdita Felicien (* 1980), kanadische Hürdenläuferin
- Perdita Weeks (* 1985), britische Schauspielerin